# Manco Inca Yupanqui
Manco Inca Yupanqui az Inka Birodalom egyik utolsó királya volt, aki 1533 és 1544 között ült a trónon. Ő akkor került hatalomra amikor már a spanyol konkvisztátorok, Francisco Pizarro vezetésével meghódították a birodalmat. Kis ideig spanyol irányítás alatt uralkodott, de végül a hegyekbe menekült seregével mivel leverték a lázadását és ezért 1536-ban meg is fosztották őt a királyi címtől. Haláláig a hegyekben bújkálva irányította népét és seregét, ahol felépítette az "Új Inka birodalmat" amit 1537 és 1544 között irányított.

## Királyok a családban
Manco olyan családból származott ahol nem volt újdonság az uralkodói cím. Apja, Huayna Capac uralkodása alatt érte el az Inka birodalom a legnagyobb területét. Testvérei közül is többen voltak uralkodók. Apjuk halála után édestestvére, Huascar a birodalom déli és féltestvére, Atahualpa pedig az északi rész királyai lettek. Kis idő után köztük tört ki a polgárháború amelyet az uralkodói címért folytattak. Végül Atahualpa győzött és így ő lett az utolsó olyan inka uralkodó aki még a spanyol hódítás előtt vezette a birodalmat. Később nagyon rövid ideig a másik féltestvére, Túpac Hualpa következett és ő utána jött Manco herceg. Eleinte Pizarro irányítása alatt ún. "bábkirályként" uralkodott, később pedig fellázadt és megtámadta a spanyol hódítókat. A lázadás leverése után pedig élete végéig az Andokban bújkált katonáival. Őt egy másik féltestvére, Paullu Inca követte a trónon.
Manco gyermekei az újonnan alapított birodalom trónján követték apjukat. Összesen három gyermeke volt király. Először Sayri Tupac, utána Titu Cusi következett és végül az Inka birodalom utolsó királyaként Tupac Amaru.

## A spanyolok hódítása után
Miután meghalt az apja, a két testvére - Huascár és Atahualpa - vette át a hatalmat. Végül a két testvér egymás ellen lázadt fel mivel mindketten az uralkodói címet akarták. Végül Atahualpa győzött és ő lett az uralkodó. Ekkor érkeztek meg a spanyol konkvisztádorok és meghódították az egész birodalmat. Elfogták Atahualpat és végül kivégezték. Kis ideig maga Pizarro vezette a birodalmat de egy idő után úgy érezte, jobb ha egy hazai lesz szimbolikusan a király mivel az nyugalmat hozhat a népnek. Először Atahualpa édestestvérét, Tupac Hulpát választotta. De ő rövid időn belül, Cuzco városa felé vezető úton meghalt.
Ezek után Pizarro és vezetői nagyon idegesek voltak. De kis idő múlva Manco herceg, a trón jogos örököse meglátogatta őket és bejelentette az igényét a trónra. Pizarro azonnal kapott az alkalmon. Miután Pizarro az egész spanyol sereggel együtt bevonult Cuzco-ba ott is telepedtek le. Végül 1533-ban a fővárosban az ősi szertartásokat végrehajtva megkoronázták Manco herceget, akit a koronázás után a nemzetségalapító ős tiszteletére Manco Cápac-nak hívtak. Ezek után Manco békésen éldegélt Pizarro árnyékában. Nagyon tanulékony volt és sokáig figyelte a spanyolokat. A szokásaikat, a katonák harcmodorát, fegyvereit és mindent amit a hadsereg használt.
Eközben Pizarro és a vezetői sorban alapították az új városokat. Köztük volt Peru mai fővárosa, Lima is. Manco békés uralkodását akkor szakította meg, amikor 1536 körül Pizarro az egyik tábornokát és szövetségesét, Diego de Almagrót a sereg nagy részével elküldte Chile északi részére, hogy hódítsa meg. Ezek után Manco egyik napról a másikra eltünt és rövid időn belül bekövetkezett amire a spanyolok már nem számítottak. A király hatalmas támadást indított Pizarro és az itt maradt spanyol sereg ellen.
Miután Manco eltünt Cuzcóból, az egész birodalomban elterjedt a hír és nagyon gyorsan jöttek az inka harcosok. Körülbelül 200 ezer főre becsülték az inka hadsereg létszámát. És itt látszott meg, hogy mennyit tanult Manco a spanyol seregtől. A hegyekben gerillacsapatok támadták meg a spanyol helyőrségeket. A hadsereg sorozatban foglalta el a spanyolok táborait és a városokat. Ezeknek köszönhetően sok spanyol fegyvert zsákmányoltak, amiket később ők is nagyon jól használtak. A spanyoloktól elvett lovakkal pedig egy kisebb inka lovasság is rohamozott.
Cuzco-t is megtámadták amit Pizarro három testvére védett, Lima-t pedig maga Pizarro védte hónapokon át. A támadásoknak köszönhetően Cuzco városának a fele is leégett. A spanyol katonák száma egyre fogyott, készleteik pedig gyorsan merültek. Utánpótlást pedig sehonnan sem várhattak. Manco táborába viszont az Andokból sorban érkeztek a katonák. Még akkor is nagy fölényben maradtak, amikor az év egy részében serege nagy részét hazaküldte aratni. Manco már közel volt hozzá, hogy legyőzze a spanyolokat és kiűzze őket a birodalomból. A spanyol táborokat már nemcsak az inka harcosok, hanem az éhínség is fenyegette. Végül az időjárás mentette meg őket.
Almagro és serege már Chile északi hegyvidékeiben járt. Hosszú hónapok óta küzdöttek, hogy átjussanak a hegyeken de olyan időben érkeztek amikor az időjárás nem kedvezett nekik. Az idő nagyon hideg és viharos volt a hegyekben és ez nagyban gátolta őket, hogy sikerüljön továbbmenniük. Végül Almagro úgy döntött, hogy visszafordulnak. Miután visszaértek, máris jobb lett a spanyolok helyzete. Hadseregével kiegészülve sokkal jobban tudtak védekezni, sőt fokozatosan ellentámadásba is kezdhettek. Végül 1537-ben legyőztek több nagy egységet és a hegyekbe szorították a lázadókat. A bukás után meg is fosztották őt a királyi címtől. Testvére, Paullu Inca követte őt a trónon.

## Vilcabamba megalapítása
A lázadás leverése után Manco is visszavonult seregével az Andokba és ott rejtőztek el. Ezek után az Andok perui részében - Machu Picchu-tól kb. 80 km-re - felépített egy új várost, Vilcabambát. Miután megfosztották őt a tróntól, rejtőzködése során megalakította az ún. "Új Inka birodalmat" és ez lett a fővárosa. Bár még évekig vezette a gerillatámadásokat a spanyolok ellen de nagy eredményt már nem tudtak elérni. Egészen 1544-ig, amikor Diego de Almagro katonáinak sikerült őt meggyilkolniuk, Vilcabamba-ban mérgezték meg. A gyilkosokat viszont az inka harcosok elfogták és mind megölték. Őt fia, Sayri Tupac követte a trónon aki békét kötött a spanyolokkal.